# Abraham Ribicoff
Abraham Alexander „Abe” Ribicoff (ur. 9 kwietnia 1910 w New Britain, zm. 22 lutego 1998 w Nowym Jorku) – amerykański polityk.
Ribicoff urodził się w New Britain w stanie Connecticut w rodzinie pochodzenia żydowskiego. Pobierał nauki w szkole publicznej i Uniwersytecie Stanowym w Nowym Jorku. Ukończył też wydział prawa Uniwersytetu Chicagowskiego w roku 1933 i został przyjęty do palestry.
Rozpoczął karierę polityczną, kiedy w barwach Partii Demokratycznej zdobył fotel w legislaturze swego rodzinnego stanu, który zajmował w latach 1938–1942 i ponownie 1939–1942. W roku 1941 zdobył godność sędziego w stolicy stanu, Hartford, którą piastował do 1943 i ponownie od 1945 do 1947.
Jako demokratę wybrano go w skład Izby Reprezentantów, gdzie zasiadał w latach 1949–1953. W roku 1952 bezskutecznie starał się o miejsce w Senacie, ale przegrał ze swoim republikańskim kontrkandydatem, Prescottem Bushem (dziadkiem prezydenta George’a W. Busha).
Nie poddał się jednak i w roku 1954 powrócił na scenę polityczną, zdobywając stanowisko gubernatora Connecticut. Zajmował je przez trzy dwuletnie (1955–1961) kadencję.
Kolejny szczebel kariery politycznej pokonał wraz z powołaniem go z początkiem roku 1961 na sekretarza zdrowia i edukacji przez prezydenta Johna F. Kennedy’ego. Ostatecznie w roku 1963 zasiadł w senacie, zastępując Busha.
W czasie konwencji przedwyborczej Partii Demokratycznej zgłaszał kandydaturę senatora z Dakoty Południowej George’a McGoverna (który nominację zdobył dopiero w roku 1972). W swoim wystąpieniu powiedział: jeżeli George McGovern zostanie prezydentem, będzie koniec z takimi gestapowskimi praktykami, jak te, których byliśmy świadkami na ulicach Chicago (gdzie odbywała się konwencja). Miały tam miejsce demonstracje przeciwko interwencji armii USA w Wietnamie, brutalnie rozpędzone przez policję na rozkaz burmistrza Richarda Daleya, wpływowego demokraty. Daley powiedział potem (cytat dosłowny): Pierdol się, ty żydowski skurwysynie (Fuck you, you Jew son of a bitch).
Ribicoff opuścił senat w roku 1981. Zmarł w Nowym Jorku.